# Ла-Ферія (Техас)
Ла-Ферія (англ. La Feria) — місто (англ. city) в США, в окрузі Камерон штату Техас. Населення — 6817 осіб (2020).

## Географія
Ла-Ферія розташована за координатами 26°9′43″ пн. ш. 97°49′19″ зх. д. / 26.16194° пн. ш. 97.82194° зх. д. (26.162052, -97.821982).  За даними Бюро перепису населення США в 2010 році місто мало площу 14,28 км², з яких 14,04 км² — суходіл та 0,24 км² — водойми. В 2017 році площа становила 11,40 км², з яких 11,17 км² — суходіл та 0,23 км² — водойми.

## Демографія
Згідно з переписом 2010 року, у місті мешкали 7302 особи в 2396 домогосподарствах у складі 1811 родини. Густота населення становила 511 осіб/км².  Було 2867 помешкань (201/км²).
Расовий склад населення:
| - 89,8 % — білих - 0,3 % — корінних американців - 0,3 % — чорних або афроамериканців - 0,3 % — азіатів - 7,7 % — осіб інших рас |

До двох чи більше рас належало 1,5 %. Частка іспаномовних становила 85,0 % від усіх жителів.
За віковим діапазоном населення розподілялося таким чином: 30,9 % — особи молодші 18 років, 53,0 % — особи у віці 18—64 років, 16,1 % — особи у віці 65 років та старші. Медіана віку мешканця становила 33,6 року. На 100 осіб жіночої статі у місті припадало 89,2 чоловіків;  на 100 жінок у віці від 18 років та старших — 83,3 чоловіків також старших 18 років.
Середній дохід на одне домашнє господарство  становив 52 026 доларів США (медіана — 30 825), а середній дохід на одну сім'ю — 59 169 доларів (медіана — 36 344). За межею бідності перебувало 32,7 % осіб, у тому числі 48,2 % дітей у віці до 18 років та 31,7 % осіб у віці 65 років та старших.
Цивільне працевлаштоване населення становило 2524 особи. Основні галузі зайнятості: освіта, охорона здоров'я та соціальна допомога — 37,7 %, роздрібна торгівля — 10,5 %, виробництво — 8,1 %, мистецтво, розваги та відпочинок — 7,1 %.